# Casa de Oro-Mount Helix (Kalifornija)
Casa de Oro-Mount Helix je naseljeno područje za statističke svrhe u američkoj saveznoj državi Kalifornija. Prema popisu stanovništva iz 2010. u njemu je živjelo 18,762 stanovnika.